# Litovel (bier)
Litovel bier is een populair biermerk in Tsjechië dat in de Tsjechische stad Litovel (gemeente in de regio Olomouc) wordt gebrouwen.

## Geschiedenis

### De middeleeuwen
De eeuwenoude traditie van bier in Litovel begon in 1291 toen koning Wenceslas II de stad mijlrechten gaf. Dit gaf de inwoners uit Litovel het voorrecht bier te brouwen en distribueren in een straal van zo'n 10-12 kilometer rondom de stad. In de middeleeuwen werd bier gebrouwen bij mensen thuis. Er waren op dat moment 57 huizen in Litovel. Enkele van de rijkste burgers uit de stad waren geautoriseerd brouwer en dit gaf de stad aanzien.

### 1770-1911
In 1770 groeide een gebouw in Litovel uit tot een brouwerij met mouterij. Toen er meer capaciteit nodig was, werd een poorter brouwerij opgericht in 1814. Net als de stad Litovel was deze brouwerij op dat moment in Duitse handen. Moravische patriotten reageerden met de oprichting van een boeren kredietbank en een boeren joint-stock suikerfabriek in Litovel. De opening van een naamloze bierbrouwerij met mouterij volgde hierop. De keizerlijke en provinciale ambassadeur voor Centraal-Moravië, Josef Svozil was grotendeels verantwoordelijk voor de opening op 12 november 1893. De brouwerij won vervolgens gouden en bronzen medailles op een internationale gastronomische beurs in Wenen in 1906 en een gouden medaille op een Tsjechisch productietentoonstelling in Brno in 1911. Sinds die tijd brouwt Litovel bier met een unieke smaak, heerlijke bitterheid en natuurlijke kleur. Deze kwaliteiten hebben zich zowel in Tsjechië als in het buitenland bewezen.

### Begin 20e eeuw
Aan het einde van de jaren 30 werd de brouwkamer gebouwd die tot op heden nog in bedrijf is. Alleen de interne onderdelen van de ketels en reservoirs zijn onderworpen aan renovatie. De omringende muren van kardinaal marmer en de koperen deksels van de tanks en ketels zijn origineel. Halverwege de vorige eeuw zijn oude houten bieropslagtanks en fermentatievaten in de gistkelder en bieropslagkelder gemoderniseerd.

### Rond de eeuwwisseling
Vanaf de jaren 90 werden bepaalde stukken van de technologie, zoals de bottellijn, druktanks en filtratiesystemen gerenoveerd. De nodige moderniseringen zijn uitgevoerd in de gistkelder, gistkamer, koelapparatuur en hopkoeler en in 2003 werd de fermentatiekelder met roestvrijstalen tanks en moderne bedieningselementen geïntroduceerd. Dit verbeterde de nauwkeurigheid van het productieproces en dus de kwaliteit van het bier. De bottellijn heeft een vermogen van 36.000 flessen per uur.

### Tegenwoordig
Tegenwoordig brouwen meer dan tweehonderd trotse Litovel bierbrouwers klassiek Tsjechisch bier op dezelfde wijze als de patriotten die de brouwerij meer dan honderdvijftig jaar geleden oprichtten.
De Litovel brouwerij is vandaag de dag een deel van de PMS bierbrouwersgroep, samen met Pivovar Zubr in Přerov en Pivovar Holba in Hanušovice. Litovel bier is een populair biermerk in Tsjechië dat regelmatig wordt onderscheiden met nationale en internationale awards en prijzen zoals de European Beer Award en de World Beer Award.